# Československé zemědělské školství po roce 1952
Československé zemědělské školství po roce 1952 prošlo na základě usnesení ÚV KSČ a vlády ze dne 3. června 1952 o upevnění a dalším rozvoji JZD a vládního usnesení ze dne 23. prosince 1952 č. 108/1952 Sb. z. o změně působnosti v oboru škol zemědělských a lesnických rozsáhlými změnami. Vrchní správa a dozor nad povinnými i výběrovými zemědělskými školami včetně příslušných internátů, školních statků a školních budov příslušela ministerstvu zemědělství, které vedle denního řádného studia a odborného vzdělávání mládeže na zemědělských učilištích, středních zemědělských technických školách a vysokých zemědělských školách vytvořilo celou řadu zkrácených forem odborného vzdělávání a zvyšování kvalifikace pro vedoucí zemědělské funkcionáře JZD (předseda, účetní, agronom, zootechnik), pro zemědělský stranický a úřední aparát a pro zemědělské kádry (například jednoletý kurz zemědělské školy pro předsedy JZD, zakončený maturitou z odborných předmětů, tříleté inženýrské studium na vysokých zemědělských školách).

## Výchozí situace
Ve školním roce 1936/1937 existovala v Československu ustálená soustava zemědělských škol: Vysoké školy (4), Vyšší střední školy (23), Nižší střední školy (245), Pokračovací školy (1 193) a Státní pedagogické semináře pro učitele zemědělských škol (3). Po druhé světové válce došlo k obnovení téměř všech učebních zařízení zemědělského a lesnického školství. První změny v odborném vzdělávání pracujících přinesly v září roku 1945 Školy práce ÚRO. Další vývoj zemědělské výuky byl ovlivněn zákonem č. 95/1948 Sb. o základní úpravě jednotného školství, který zavedl tři typy (stupně) zemědělského školství a v rámci jednotné soustavy učebních oborů studium zemědělství a lesnictví. Při výběrových zemědělských školách byly zřizovány a rozšiřovány školní objekty pro praktická cvičení žáků.
V období probíhající kolektivizace v letech 1952-1960 proběhly v zemědělském vzdělávání rozsáhlejší změny. Z rozhodnutí strany a vlády byla v roce 1952 vytvořena socialistická soustava přípravy mládeže a vzdělávání pracujících, při všech školách zemědělského typu docházelo k budování internátů a školních statků. V letech 1954-1958 byly otevírány zimní školy zemědělské mládeže pro základní odborné vzdělání pěstitelsko-chovatelského zaměření, učiliště státních pracovních záloh pro vzdělávání v mechanizačních oborech. Úkolem dvouletých zemědělských účetnických škol se stala příprava kvalifikovaných pomocných účetní pro JZD a pro socialistické zemědělské podniky. Střední technické pracovníky připravovaly čtyřleté zemědělské a lesnické technické školy (dříve Vyšší střední školy). Dvouleté denní studium na zemědělských (a po roce 1955 i lesnických) mistrovských školách sloužilo k výchově a vzdělávání uchazečů o funkce vedoucích výrobních (pracovních) skupin. Na základě zákona č. 86/1960 Sb. byla celá soustava zemědělských a lesnických škol zařazena pod školy II. stupně.

### Vylučování studentů z politických důvodů po roce 1948
Od školního roku 1948/1949 se výrazně změnilo postavení studentů na vysokých školách, jednak zavedeným systémem postupových a souborných zkoušek, za neúčast na přednáškách a cvičeních u studentů prvních ročníků hrozilo vyloučení ze studia, došlo k zavedení přijímacího řízení. Při přijímacích pohovorech  hrála významnou roli kádrová oddělení, která byla zřízena na počátku padesátých let. K prvnímu vylučování studentů došlo bezprostředně po uchopení moci KSČ a po ustavení tzv. Akčních výborech Národní fronty. Největší počet studentů na Vysoké škole zemědělského a lesnického inženýrství (VŠZLI) byl z politických důvodů vyloučen teprve v prvních měsících roku 1949 při tzv. studijních prověrkách, které proběhly na všech vysokých školách v Československu.
Další etapa nového vylučování začala v roce 1952 a souvisela s dříve zahájenou „Akcí Kulak“, která měla postihnout selský stav a připravit tak cestu ke kolektivizaci zemědělství. Sekretariát ÚV KSČ uložil ministru Zdeňku Nejedlému připravení návrhu „očisty vysokých škol zemědělských a veterinárních od vesnických boháčů a městské buržoazie“. Tím byly ze středních a vysokých škol odstraněny poslední zbytky selské mládeže, která v té době ještě v určitém počtu studovala. Rozšířením směrnic i na „městskou buržoazii“ postihly čistky i studenty z rodin bývalých majitelů továren, realit či větších firem, ale také živnostníků, bývalých úředníků a dokonce i studenty z rodin příslušníků inteligence (pokud se otevřeně nevyjádřili pro budování nového řádu). Již ve školním roce 1950/1951 začali například na VŠZLI studovat první absolventi dělnických přípravek, kteří nastoupili na místa vyloučených studentů. 
Tajné.
Návrh zásad k provedení očisty vysokých škol zemědělských a veterinárních od dětí vesnických boháčů a městské buržoasie.

Rozvíjející se zemědělská velkovýroba potřebuje dostatek třídně uvědomělých a politicky vyspělých odborných pracovníků, kteří by podle vzoru sovětského zemědělství budovali vysoce produktivní socialistickou velkovýrobu. Proto je třeba, aby na vysokých školách zemědělských a veterinárních byla vychovávána mládež vyšlá z dělnické třídy, drobného a středního rolnictva a z rodin pokrokové inteligence. Zkušenosti při letošních závěrečných zkouškách, a to zvláště při II. státních zkouškách na vysokých školách zemědělských a veterinárních a také při rozmísťování  absolventů těchto škol ukazují, že přes všechna opatření se podařilo řadě dětí vesnických boháčů a městské buržoasie proniknout na tyto školy.
Návrh na provedení vyloučení dětí tzv. vesnických boháčů a městské buržoazie..., Praha, 1. srpna 1952

### Nedostatek zemědělského personálu a kádrů
Dlouhodobým problémem zůstávala v zemědělství otázka personální, kdy se nedařilo zajistit potřebný počet zaměstnanců. S otázkou personální úzce souvisela i otázka kádrová, neboť se nedostávalo zejména tzv. dělnických kádrů, kteří by byli dostatečně ideově motivováni k práci. V roce 1949 bylo otevřeno Ústřední učiliště státních statků pro dělnické kádry v Pohořelicích u Brna (ředitel ing. Svatopluk Čalkovský), ze které vyšlo několik set absolventů. Dále se zřizovala odborná učiliště a později rovněž závodní školy práce na statcích a hospodářstvích. V roce 1950 byla na zámku Horky nad Jizerou otevřena Ústřední politická škola pro výchovu kádrů agronomů a zootechniků.

## Formy zemědělské výchovy k povolání a zvyšování kvalifikace
Od léta 1948 byla budována organizační struktura kádrových komisí a oddělení, provádějících výběr a rozmísťování pracovníků, obzvláště do řídících funkcí. Na všech stranických úrovních vznikly samostatné orgány kádrové práce pro uskutečňování kádrové politiky KSČ (uplatňování kritérií výběru, rozmisťování, výchova a kontrolu kádrů, organizace školení, kurzů a výběr jejich posluchačů, instruktorů, vedení evidence a kartotéky). Na celorepublikové úrovni působilo „Ústřední kádrové oddělení” (ÚKO). Zvláštní zřetel měl být věnován zejména dělnickým kádrům, které byly upřednostňovány na vedoucí místa. Pro uvádění kádrové politiky do praxe vydal ÚV KSČ „Zásady kádrové politiky v průmyslu, peněžnictví a obchodu“. Jednou z těchto zásad bylo všechny dělnické kádry odborně kvalifikovat (se zřetelem na případné politické školení).
Ke zvyšování vzdělanosti a odborné kvalifikace pracujících v zemědělství sloužila od roku 1952 celá řada různých forem studia, které vláda KSČ přizpůsobovala a upravovala svým politickým potřebám. Výnos MŠK ze dne 29. 2. 1960 upravoval nomenklatury skupin, směrů a oborů studia na vysokých a odborných školách a doplňoval postup při plánování potřeby nových odborných kádrů z vysokých a odborných škol (v roce 1974 nahrazen výnosem o úpravě nomenklatury skupin, směrů a oborů studia na vysokých školách, konzervatořích, středních odborných a odborných školách). V roce 1960 bylo možné tyto formy zemědělské kvalifikace rozdělit do čtyř hlavních skupin:
- výchova a odborné vzdělávání mládeže pro povolání formou učebního poměru, probíhající na středních zemědělských technických školách a vysokých zemědělských školách
- vzdělávání funkcionářů KSČ a osvědčených pracovníků formou denního zkráceného vysokoškolského a středoškolského zemědělského studia a formou zkráceného studia na zemědělských mistrovských školách
- vzdělávání pracovníků v zemědělství formou studia pracujících při zaměstnání na vysokých a středních odborných školách, především ve studiu zemědělských oborů
- zvyšování kvalifikace pracujících v podnikových formách studia, v závodních a družstevních školách práce[10]

Se získáváním plánovaného počtu mládeže do zemědělství úzce souvisela výchova mládeže na středních zemědělských technických školách. Ve školním roce 1963/64 plánoval ÚV KSČ studium pro 8 872 mladých lidí, z toho 7 758 pro studium v I. ročnících čtyřletých škol, do kterých měla být i nadále přednostně přijímána mládež z učebního poměru a z praxe, a 1 114 pro studium na dvouletých nástavbových středních technických školách (pro absolventy tříletých zemědělských učebních oborů). Od vedení středních zemědělských technických škol a zemědělských odborných učilišť strana očekávala, že budou věnovat náležitou pozornost výběru učňů I. a III. ročníků a že budou napomáhat při jejich uvolňování. Vedení zemědělských podniků mělo učně ve studiu plně podporovat.
Vysokoškolské zemědělské studium v Praze, Č. Budějovicích, Brně, VŠP Nitře a Košicích mělo být v daném roce umožněno 2 500 studentům (přijímaných do I. ročníků). Značnou část těchto kvót pro vysokoškolské zemědělské studium tvořili absolventi dvanáctiletek (více než 40 %) a absolventi středních zemědělských technických škol. Upřednostněni byli především absolventi dvanáctiletek z pohraničních oblastí na úkor absolventům z vnitrozemských okresů, čímž ÚV KSČ plánoval, že se podaří po ukončení vysokoškolského studia odstranit mnohé problémy při umísťování a stabilizaci absolventů (na tzv. umístěnky).
Vedení zemědělských podniků by mělo umožnit toto studium s přerušením zaměstnání všem svým pracovníkům, kteří se dodatečně rozhodli po absolvování středoškolského studia, pokračovat ve vysokoškolském studiu, a poskytovat jim při tomto studiu závodní stipendium. Ze strany vedení fakult VŠZ bude třeba usilovat o to, aby se zlepšením výuky snížilo dosavadní vysoké procento úbytku studujících, které na vysokých školách zemědělských je značně vysoké.
Socialistické zemědělství, 1963 

### Zemědělské technické školy pro středně technické kádry na příkladu Libereckého kraje (1957)
Absolventi osmiletek z Libereckého kraje mohli  nastoupit do výběrových zemědělských technických škol následujících oborů: 
- chovatelský (Turnov),
- pěstitelský (Roudnice nad Labem a Hořice v Podkrkonoší),
- mechanisační (Mladá Boleslav),
- zahradnický (Děčín-Libverda),
- veterinární (Kroměříž),
- drůbežářský (Prostějov).

Některé z těchto škol byly přístupné i pro absolventy jedenáctiletek, pro které byly spíše určeny dvouleté zemědělské technické školy. Děvčata mohla absolvovat dvouleté zemědělské účetnické školy. Přednost na těchto školách se dávala absolventům zimních škol zemědělské mládeže (Vysoké nad Jizerou). Podmínkou k přijetí do uvedených škol byl dobrý prospěch na osmiletkách a vztah k zemědělství. Sociálně slabším žáků bylo poskytováno na podkladě čistého měsíčního příjmu rodičů měsíční stipendium ve výši od 40 do 310 Kčs. Počet míst do těchto výběrových zemědělských škol byl velmi omezený.
Čtrnáctiletá mládež, která nemohla studovat na výběrových zemědělských školách, volila zemědělské učňovské školy, které se zaměřovaly na výchovu pracovních kádrů pro státní statky. Teprve nejlepším absolventům bylo umožněno studium na výběrových zemědělských školách, popřípadě byli po nastoupení praxe zemědělským závodem vysíláni do zemědělských mistrovských škol. 
Jednoleté zemědělské učňovské školy nabízely obory:
- pěstitel hospodářských plodin, chovatel hospodářských zvířat (Horní Libchava a Království u Šluknova) a
- drůbežář (Jánská u České Kamenice - Huttenberggut).

Ve dvouletých učňovských školách se žáci mohli vyučit oboru:
- zahradník (Dětenice),
- kolář (Oselce, Plzeňský kraj),
- sedlář (Šluknov).

S těmito absolventy se počítalo především v JZD. Další možností se staly lesnické učňovské školy (Harrachov a v Hejnice).

## Vzdělávání funkcionářů a osvědčených pracovníků v denním studiu s přerušením zaměstnání
V roce 1960 zavedl ÚV KSČ „v zájmu urychleného zajištění dostatečného počtu kvalifikovaných kádrů a umožnění funkcionářům a osvědčeným pracovníkům zemědělských závodů zvýšit svoje vzdělání a odbornou kvalifikaci” vedle dosavadních zemědělských mistrovských škol na přechodnou dobu zkrácené vysokoškolské a středoškolské studium s přerušením zaměstnání. Zřízení tohoto studia pracovníci v zemědělství přivítali a byl o ně velký zájem. Problém nastal u vybraných kandidátů pro tyto formy studia, jelikož zemědělské podniky (především JZD), vysílaly do tohoto studia často nevhodné pracovníky, případně je nechtěly pro tzv. nepostradatelnost ke studiu uvolnit, čímž kapacity škol nebyly naplněny.
Vzhledem k výhodnosti tohoto studia a omezené doby 1 - 2 roků, po kterou budou ještě přijímáni uchazeči do I. ročníků, je třeba, aby této možnosti plně využili ještě všichni funkcionáři zemědělských závodů, kteří nemají potřebné vzdělání.
Socialistické zemědělství, 1963 
Po dobu studia byli posluchači (a jejich rodina) ve všech těchto formách hmotně zabezpečeni. JZD přispívala na hmotné zabezpečení svých členů nejvýše do 50 % skutečných nákladů. Výši náhrady stanovoval ONV, který přihlížel k hospodářské situaci jednotlivých JZD. Od roku 1968 upravovala poskytování pracovního volna a hospodářského zabezpečení během studia při zaměstnání, prohlubování a rozšiřování kvalifikace vyhláška ministerstva školství č. 140/1968 Sb., o pracovních úlevách a hospodářském zabezpečení studujících při zaměstnání (pracovníků, členů jednotných zemědělských družstev a členů výrobních družstev, studujících při zaměstnání nebo v kursech), které v ustanovení § 1 odst. 2 zakotvilo zásadu, že pracovní úlevy a hospodářské zabezpečení podle této vyhlášky přísluší jen těm studujícím, s jejichž studiem vyslovila organizace souhlas. Bylo pravidlem, že organizace současně s doporučením ke studiu (vyslovením souhlasu) uzavřela se žadatelem dohodu podle § 143 zákoníku práce.

### Tříleté inženýrské vysokoškolské studium
Tříleté inženýrské vysokoškolské studium bylo možné absolvovat při vysokých zemědělských školách (popřípadě při provozně ekonomických fakultách s oborem „provoz a ekonomika zemědělské výroby“). Studující skládali závěrečnou zkoušku po třech letech studia s přerušením zaměstnání nebo po dvou letech internátního studia a v dalších dvou letech dokončovali vysokoškolské studium dálkově. Složením závěrečné zkoušky absolventi získali stejnou kvalifikaci jako absolventi řádného studia provozně technických fakult (zemědělský nebo lesní inženýr).
Podle těchto směrnic se zřizuje při vysokých školách v Praze, Brně a Nitře tříleté speciální inženýrské vysokoškolské studium. Dále se zřizuje studium vybraných skupin předmětů při jmenovaných vysokých zemědělských školách (agrotechnika, zootechnika, zemědělská meliorace, ekonomika a organizace socialistických závodů). Při zemědělských technických, popřípadě mistrovských školách, se zřizuje jednoleté studium pro funkcionáře JZD a ostatních zemědělských socialistických závodů. Posluchači tříletého speciálního inženýrského vysokoškolského studia a posluchači vybraných skupin předmětů na vysokých školách zemědělských jsou nemocensky pojištěni a důchodově zabezpečeni.
Sociální zabezpečení: věstník SÚSZ, 1957, s. 9 
Podmínkou přijetí bylo úspěšné absolvování střední školy ukončené maturitou nebo „absolvování ročního přípravného kurzu” (na zemědělských mistrovských školách) organizovaného k tomuto účelu krajskými národními výbory, nejméně 5 roků praxe v zemědělství, pracovní zařazení v zemědělské výrobě a po ukončení studia navrácení na své pracoviště, doporučení ke studiu vedením zemědělského závodu a schválení v orgánech ONV. Pracující byli přijímáni ve věku od 25 let do 45 let.
Přihlášky na školu podávali uchazeči o studium vedení družstva (zemědělského závodu) do 31. října toho roku, který předcházel školnímu roku uvedeném na přihlášce ke studiu. Vedení družstva či zemědělského závodu postoupilo přihlášku škole nejpozději do 31. prosince téhož roku. Prodloužení termínu povolovalo ministerstvo školství. Přijímací pohovory se konaly v době mezi 1. únorem a 15. březnem před pohovorovými komisemi Vysoké zemědělské školy (VZŠ). V přijímacích pohovorech na studijní obor mechanizace zemědělské výroby se ověřovaly znalosti matematiky a fyziky, na studijní obor pěstitelství, chovatelství, zemědělské meliorace, provoz a ekonomika zemědělské výroby a veterinářství znalosti chemie a biologie.

### Jednoleté studium pro funkcionáře JZD a ostatních socialistických zemědělských závodů
Studium bylo zřízeno při středních zemědělských školách v těchto oborech: pěstitelsko-chovatelský, ekonomický a mechanizační. Jednoleté studium připravovalo posluchače ke složení závěrečné zkoušky z odborných předmětů, přičemž dosáhli kvalifikace technika příslušného oboru. Absolventi tohoto studia si mohli ve dvouletém dálkovém studiu doplnit všeobecné vzdělání (maturitu) potřebné ke studiu na vysoké zemědělské škole. Podmínkou přijetí bylo absolvování zemědělské mistrovské školy (ZMŠ) příslušného oboru nebo absolvování některého oboru studia. Přihlášky se předkládaly obdobně jako u vysokoškolského studia do 30. června. V roce 1963 se již posluchači do I. ročníků nepřijímali.

### Dvouleté maturitní studium funkcionářů
Dvouleté studium funkcionářů bylo zřízeno namísto dřívějších jednoletých škol pro předsedy a bylo určeno funkcionářům JZD a pracovníkům ostatních socialistických závodů, kteří byli absolventy „zemědělských mistrovských škol”, popřípadě se vyučili v některém zemědělském učebním oboru. Dvouleté studium v oboru pěstitelství-chovatelství při středních zemědělských technických školách funkcionáři zakončovali maturitou ze všeobecných i odborných předmětů. V roce 1963 bylo studium umožněno 300 uchazečům.

### Zemědělské mistrovské školy
Na základě vládního usnesení ze dne 3. června 1952 a na základě reorganizace zemědělského školství vznikly přejmenováním nižších odborných škol zemědělské mistrovské školy (ZMŠ). Ministerstvo zemědělství po dohodě s ministerstvem školství, věd a umění stanovilo, že uchazeči ke studiu na jednoletých a dvouletých mistrovských školách se po dvouleté praxi v zemědělství mohou přihlašovat ke studiu těchto škol až do 31. srpna 1952.
Zemědělské mistrovské školy (jednoleté až dvouleté) měly přijímat především uchazeče z rodin drobných a středních rolníků a dělníků ve věku od 17 do 40 let. Podmínkou k přijetí bylo úspěšné dokončení školy II. stupně, dvouletá praxe v zemědělské výrobě. Z mistrovských škol vycházeli kvalifikovaní zemědělští pracovníci, vyškoleni po politické i odborné stránce k řízení a organizování zemědělské výroby, pro samostatnou práci v provozu JZD, strojních traktorových stanic (STS), československých státních statků a v provozu ostatních zemědělských závodů, popřípadě mohli obsadit i nižší technické funkce.
U jednoletých ZMŠ trval školní rok 34 nebo 40 týdnů (8 nebo 10 měsíců), u dvouletých ZMŠ 16 nebo 20 měsíců (25 týdnů teorie, 6 týdnů studijní praxe, 2 týdny pololetní a závěrečné zkoušky, 1 týden prázdniny pro školní rok). Posluchači nastupovali od 1. září nebo od 1. listopadu  a končili 30. června. Závěrečné zkoušky (z písemné práce, z domácí odborné praktické zkoušky a ze závěrečné ústní zkoušky) se konaly u jednoletých i dvouletých mistrovských škol před zkušební komisí, která posuzovala praktickou a odbornou připravenost absolventa na funkci mistra svého oboru zemědělské velkovýroby a doporučovala na příslušný pracovní úsek.
Podle vládního usnesení ze dne 3. června 1952 mohli posluchači dvouletého studia na ZMŠ studovat obor: mechanizační, zahradnicko-ovocnářský, vinařský (vinohradnictví), chmelařský, pro pěstování přadných rostlin, pro pěstování teplomilných rostlin, u jednoletých obor: pěstitelský, chovatelský, drůbežářský, včelařský, mechanizační, pícninářský a rybářský. Zemědělské mistrovské školy organizovaly a poskytovaly též různé odborné kurzy, instruktáže a besedy.
Podmínkou přijetí pro dělnické kádry byla nejméně tříletá praxe v zemědělství. Vzdělávání v oborech: zahradnictví, vinařství, drůbežářství a mechanizace zemědělské výroby probíhalo po celou dobu školního roku. Naproti tomu studium v oboru pěstitelství a chovatelství probíhala výuka od 1. listopadu do konce března ( „pětiměsíční teoretické vyučování”) a po dobu dalších 7 měsíců prováděli posluchači ve svých mateřských závodech kontrolovanou provozní praxi. Přihlášky ke studiu posílaly zemědělské závody přímo mistrovským školám. Na základě výnosu MŠ ze dne 27. května 1969, čj. 19228/69-II/4 o zřizování odborných škol zemědělských a lesnických (č. 11/1969 Věstníku MŠ a MK), byly první ročníky těchto škol otevřeny naposledy ve školním roce 1969/1970, poslední výuka proběhla ve školním roce 1970/1971.
Speciální studium pro dělnické kádry při MZŠ v podstatě nahradilo „Zimní školy zemědělské mládeže”, které vznikly na základě výnosu ministerstva zemědělství ze dne 27. 8. 1954, č. 176.828/54-228 a byly zrušené v roce 1958. Zimní školy zemědělské mládeže byly určené pro odborné vzdělávání mládeže, která dokončila základní školní docházku, pracovala v zemědělství a nebyla zařazena do přípravy v učebním oboru. Na návrh zemědělské správy rady KNV byly zřizovány v každém okrese, zpravidla při Zemědělských mistrovských školách (někdy při fungujících zemědělských školách) z důvodu zvyšování kvalifikační úrovně rolníků v JZD. Dvouletá školní výuka probíhala od 1. listopadu do 30. dubna.

## Vzdělávání pracujících při zaměstnání
Vedle denního (řádného) studia bylo na všech stupních škol zavedeno studium při zaměstnáni pro pracující, a to studium večerní, dálkové, směnné a externí, jehož absolventi dosahovali při zaměstnání plnoprávného absolutoria příslušného studia. Kromě studia při zaměstnání byly při všeobecně vzdělávacích školách zřízeny kurzy z učiva osmileté střední školy a na vysokých školách několikasemestrové kurzy vybraných předmětů.
Podmínkou k přijetí ke studiu pracujících při zaměstnání byla nejméně tříletá praxe v zemědělství, přičemž se jednalo převážně o studium zemědělských oborů. Výběrové komise, zřizované ve všech podnicích, a to i v JZD a na státních statcích, měly vybírat takové uchazeče, kteří disponovali předpoklady a osobními vlastnostmi toto studium úspěšně absolvovat. 

### Dálkové studium na vysokých školách zemědělských
Dálkové studium (na dobu 10-13 semestrů) bylo zřízeno při všech fakultách VŠZ v těchto oborech: provoz a ekonomika zemědělské výroby, pěstitelství, zemědělské meliorace, chovatelství, mechanizace zemědělské výroby, veterinářství. Uchazeči podávali přihlášky vedení závodu (družstva) do 31. října roku, který předcházel školnímu roku na který se přihláška vztahovala vedení přihlášku postupovalo dané škole nejpozději do 31. prosince téhož roku. Prodloužení termínu povolovalo ministerstvo školství. Podmínkou studia bylo úspěšné absolvování studia na střední vzdělávací, střední odborné nebo podnikové technické škole. Přijímací pohovory se konaly v době mezi 1. únorem a 15. březnem před pohovorovými komisemi VZŠ. V přijímacích pohovorech na studijní obor mechanizace zemědělské výroby se ověřovaly znalosti matematiky a fyziky a na studijní obor pěstitelství, chovatelství, zemědělské meliorace, provoz a ekonomika zemědělské výroby a veterinářství znalosti chemie a biologie.

### Dálkové studium na středních zemědělských technických školách
Dálkové studium pro pracující ve věku od 25 let do 45 let bylo zřízeno také při všech středních zemědělských technických školách a to ve všech oborech studia. Členilo se na tříleté a pětileté studium. Tříleté studium bylo zakončeno maturitou z odborných předmětů. Studující, kteří chtěli získat ucelené střední odborné zemědělské vzdělání, pokračovali další 2 roky ve studiu všeobecně vzdělávacích předmětů, ze kterých skládali maturitní zkoušku. Podmínkou ke studiu bylo úspěšné absolvování základní školy. Výjimky, pod podmínkou absolvování přípravného kursu, povoloval příslušný ONV. Další podmínkou byla 3–5letá praxe ve výrobě (do této doby se započítávala i učební doba). V roce 1963 již nebyli posluchači do I. ročníků přijímáni. Přihlášky se předkládaly zemědělskému odboru ONV a to nejpozději do 30. června. V roce 1963 mělo být přijato 400 uchazečů.
Uchazeči, kteří absolvovali jedenáctiletou střední školu (nebo jinou školu na stejné úrovni), mohli nastoupit do druhých ročníků tříletého studia (pokud splnili podmínku tříleté praxe v zemědělství). Do druhých ročníků tříletého studia mohli být přijati i absolventi zemědělské mistrovské školy (ZMŠ) a zemědělské učňovské školy (ZÚŠ), kteří splnili podmínky přijetí a složili rozdílové zkoušky z učiva I. ročníku. Uchazeči absolvovali přijímací pohovor a ti, kteří nesplňovali podmínku předběžného vzdělání, vykonávali přijímací zkoušku. Nevyučení uchazeči o studium mechanizačního oboru skládali zkoušku z technického minima. Do všech oborů studia se podrobovali zkoušce z vyučovacího jazyka vyučovacího a matematiky na úrovni učiva devítileté základní školy.

## Zvyšování kvalifikace pracujících v podnikových formách studia
Úkoly v rozvoji podnikové odborné výchovy a zvyšování kvalifikace pracujících se v zemědělství řídily usnesením ÚV KSČ z 13. 12. 1961 o dalším rozvoji podnikové odborné výchovy v zemědělství. Základ podnikových forem vzdělávání v zemědělství tvořily závodní školy práce (ZŠP) a družstevní školy práce (DŠP), jejichž úkolem byla soustavná péče o zvyšování kvalifikace pracovníků. Celkové požadavky na vzdělání obsahoval tarifní kvalifikační katalog (TKK), přičemž se přihlíželo k provozním potřebám podniků a družstev.
Vzdělávání v závodních a družstevních školách páce doplňovaly krátkodobé internátní kurzy pro technicko-hospodářské pracovníky a některé specialisty, organizované národními výbory, řídícími nadpodnikovými složkami a ministerstvem zemědělství, lesního a vodního hospodářství, a mimoškolní formy vzdělávání, organizované především zemědělskými lidovými akademiemi. Vyšší formy podnikové výchovy (jako podnikové technické školy a podnikové instituty v jiných odvětvích národního hospodářství) nebyly v zemědělství v 60. letech využívány. Závodní školy práce (ZŠP) a družstevní školy práce (DŠP) poskytovaly dva hlavní směry školení: kvalifikační a účelová.
V současné době na úseku hlavního článku podnikové odborné výchovy, závodních a družstevních škol práce, jde o to, aby se staly účinným nástrojem vedení každého zemědělského podniku při přípravě pracovníků na plnění výrobních úkolů podniku a v zavádění nové techniky a velkovýrobní technologie do výroby, obdobně jako je tomu ZŠP v průmyslu. U družstevních škol práce jde pak především o urychlené překonání stagnace, která mnohde nastala jejich opožděným převodem z řízení ONV do správy JZD a poskytování účinné pomoci představenstvům JZD, aby DŠP v krátké době plnily obdobné poslání jako plní ZŠP ve všech zemědělských podnicích.
Socialistické zemědělství, 1963 

### Kvalifikační školení
V kvalifikačních kurzech, které se řídily vzorovými kvalifikačními osnovami Ministerstva zemědělství, lesního a vodního hospodářství (MZLVH), byly pracujícím poskytovány znalosti a dovednosti požadované k prokázání plné kvalifikace v povolání odpovídající požadavkům „Tarifně kvalifikačního katalogu” (TKK). Pracovníkům, kteří složili kvalifikační zkoušku, přiznával příslušný závod podle plánu potřeby kvalifikovaných pracovníků platovou třídu a její přiznání zaznamenával do průkazu odborné kvalifikace. Až do roku 1963 probíhala v JZD kvalifikační školení podle požadavků TKK jen u družstevních mechanizátorů ve Strojních traktorových stanicích (STS) a tzv. přední JZD začínala zavádět kvalifikační kurzy i pro pracovníky v živočišné výrobě. ÚV KSČ proto nařídil ONV „tyto snahy JZD plně podporovat” a pro specializované družstevníky zřizovat „Zemědělské školy práce” (ZŠP). Očividně v tomto roce nebyla v JZD dodržována ani podmínka zaznamenávání dosažené kvalifikace do průkazů, jelikož strana apelovala, „aby k jejich vydávání u družstevníků bylo plně přistoupeno”.

### Účelová školení
Účelová školení a funkční doškolování měla zajistit nepřetržitý růst odborných znalostí, seznamovat pracovníky s nejnovějšími poznatky. Jednalo se zpravidla o jednorázová školení, zaměřená na konkrétní téma, které souviselo plně nebo částečně s činností pracovníka (většinou politicky zaměřená). 
Účelově zaměřené školení je třeba v současné době plně dostat do družstevních škol práce a odstranit z nich všeobecnost a formálnost.

### Mimoškolní formy vzdělávání
Mimoškolní formy vzdělávání pro nejširší veřejnost, kam spadaly například zemědělské lidové akademie a univerzity, měly ve stále větší míře rozšiřovat znalosti ve všech odvětvích zemědělské výroby a doplňovat odborné vzdělávání v zemědělství. Jednalo se o různé formy výuky, zvláště tam, kde nebylo možné pro malý počet pracovníků realizovat přímo v jednotlivých závodech střediskové lidové akademie. Tato forma byla určená pro přípravu zemědělských lektorů, využívaných pro výuku v závodních a družstevních školách práce a plnění dalších úkolů při zvyšování politické a kulturní úrovně pracujících v zemědělství.
Pravomoc a odpovědnost okresních národních výborů na úseku zemědělství
(6) Zajišťují výchovu zemědělských kádrů v rámci okresu, včetně školení funkcionářů jednotných zemědělských družstev. Organizují tiskovou a názornou propagaci.

(9) Řídí státní statky, školní statky, strojní a traktorové stanice, veterinární zařízení, okresní střediska přípravy zemědělských investic, zemědělské mistrovské a učňovské školy, učňovská zemědělská střediska, zemědělské a lesnické technické školy.
Vládní nařízení ze dne 10. června 1960 o rozšíření pravomoci národních výborů
Při zemědělském vzdělávání, uskutečňovaném cestou učebního poměru, se u mládeže kladl důraz ve všech učebních oborech na ovládání, řízení a údržbu mechanizace. Struktura učebních oborů byla plně podřízena potřebám JZD a dalších socialistických zemědělských závodů.

## Prováděcí směrnice
- Směrnice ministerstva zemědělství ze dne 16. září 1953 čj. 111 439/53 pro hmotné zajištění pracujících vyslaných ze zemědělské výroby do zemědělských mistrovských škol - Věstník min. zem. roč. 1956, str. 218.

- Směrnice ministerstva zemědělství ze dne 1. října 1954 čj. 219 434/54 pro dálkové studium na středních zemědělských technických školách - Věst. min. zem. roč. 1954, str. 18. Platily jen do 30. června 1968.

- Směrnice ministerstva zemědělství ze dne 11. prosince 1954 čj. 225/146 855/1954 o závěrečných zkouškách v zemědělských kursech při zemědělských výběrových školách - Věst. min. zem. roč. 1955. Platily jen do 30. června 1968.

- Směrnice ministerstva zemědělství ze dne 26. října 1955 čj. 112-14 199/1955 o hmotném zabezpečení účastníků školy pro předsedy JZD a o hmotném zabezpečení členů JZD po dobu internátního školení v zemědělských kursech a zemědělských mistrovských školách ve znění doplňku ze dne 29. března 1960 čj. 134-53 678/1960 - Věst. min. zem. roč. 1955, str. 538 a roč. 1960 str. 138.

- Výnos ministerstva zemědělství ze dne 12. září 1955 čj. 226/185587/1955 o mimořádných způsobech studia na středních zemědělských technických školách - Věst. min. zem. roč. 1955 str. 478. Platil jen do 30. června 1968.

- Směrnice ministerstva zemědělství ze dne 9. ledna 1958 čj. 8131/71877/58 pro dálkové studium vybraných předmětů na středních zemědělských technických školách -Věst. min. zem. roč. 1958 str. 32. Platily jen do 30. června 1968.

- Směrnice ministerstva zemědělství ze dne 10. ledna 1958 čj. 8131-237 430/58 pro přijímání uchazečů do lesnických mistrovských škol - Věst. min. zem. roč. 1958 str. 38. Platily jen do 30. června 1968.

- Směrnice ministerstva zemědělství ze dne 4. května 1959 pro přijímání uchazečů do zemědělských mistrovských škol čj. 311/39134/59 - Věst. min. zem. roč. 1959, str. 209. Platily jen do 30. června 1968.

- Směrnice ministerstva zemědělství, lesního a vodního hospodářství a ministerstva školství a kultury ze dne 15. července 1960 čj. 31 189/60-III/2 pro školení funkcionářů JZD a ostatních socialistických zemědělských závodů ve zkráceném vysokoškolském a středoškolském studiu, ve znění výnosu těchto ministerstev z 19. března 1964 čj. 9091/1964-III/b - Věst. MŠK roč. 1960, str. 238 a roč. 1964, str. 105.

- Směrnice o uznávání zkoušek absolventů tříletého studia Večerní university marxismu-leninismu při studiu na vysokých školách - poř. č. 49/1961 Věst. MŠK.

- Osvobození od vyučování ruskému jazyku v odborných učilištích a učňovských školách - poř. č. 32/1963 Věst. MŠK ve znění poř. č. 93/1964 Věst. MŠK.

- Směrnice pro doplnění základního vzdělání pracujících - poř. č. 48/1964 Věst. MŠK.

- Započítávání zkoušek absolventům večerní university marxismu-leninismu, dlouhodobých kursů škol KSČ, Ústřední školy ROH, Ústřední školy ČSM, jazykových škol a lidových škol jazyků ve studiu pracujících na školách poskytujících střední vzdělání a na podnikových institutech - poř. č. 43/1965 Věst MŠK. Platnost jen do 30. června 1968.[19]